# Menabe
Menabe er en region på Madagaskar beliggende i den tidligere provins Toliara på den vestlige del af øen ved Mozambique-kanalen. I 2004 havde regionen 390.800 indbyggere, men i 2011 blev folketallet anslået til 	561.043 mennesker.

## Geografi
Menabe har et areal på 46.121 km². Regionshovedstad er byen Morondava.
I regionen ligger nationalparken Kirindy-Mitea og en del af vildtreservatet Ambohijanahary-reservatet.

## Inddeling
Menabe er inddelt i 5 distrikter:
- Belon'i Tsiribihina
- Mahabo
- Manja
- Miandrivazo
- Morondava

## Eksterne kilder og henvisninger
1. ↑  geohive.com

20°18′S 44°16′Ø / 20.300°S 44.267°Ø